# Moabiter Brücke
Die Moabiter Brücke ist eine Steinbrücke über die Spree im Berliner Bezirk Mitte, die die Ortsteile Hansaviertel und Moabit miteinander verbindet. Die Brücke bildet den Übergang zwischen Bartningallee und Kirchstraße und befindet sich 200 Meter flussabwärts des Gerickestegs. Aufgrund der bis zum Zweiten Weltkrieg und seit 1981 wieder vorhandenen Bärenskulpturen ist sie auch unter dem Namen Bärenbrücke bekannt.

## Geschichte
An gleicher Stelle bestand seit 1822 eine Holzbrücke, die der Hofzahnarzt Pierre Baillif als „Privatbrücke“ erbauen ließ. Das Geld stammte angeblich von Aktien einer von ihm eigens gegründeten Brückenbau-Aktiengesellschaft.  Die Überführung wurde nach Errichtung der St. Johanniskirche 1840 mit einem Klappendurchlass versehen und später von der Stadt Berlin übernommen. Die Brücke war rund 70 Meter lang und 7,5 Meter breit. Die 3,80 Meter breite Fahrbahn wurde von 14 Stützjochen getragen. Nach Anhebung des Überbaus und Anbringung von Rampen für die Zufahrtsstraßen um 1868 konnte der Klappendurchlass beseitigt werden. Gleichzeitig wurde die Fahrbahn auf 5,30 Meter verbreitert und Widerlager am Ufer errichtet. Bis etwa 1870 war die Moabiter Brücke die einzige feste Verbindung zwischen dem Stadtzentrum Berlins und der Gemeinde Moabit.
Mit fortschreitendem Bevölkerungswachstum war die Holzbrücke den Belastungen nicht mehr gewachsen. Von 1893 bis 1894 entwarfen der Ingenieur Karl Bernhard und der Architekt Otto Stahn einen steinernen Neubau, der sich streng an das Vorbild der Lutherbrücke hielt – lediglich die Brückenbreite war mit elf Metern Fahrbahn und vier Metern Gehweg etwas geringer. Pfeiler, Stirnflächen und Brüstung wurden mit dunkelgrauer rheinischer Basaltlava aus Steinbrüchen von Niedermendig bei Mayen verkleidet.
Anschließend ließ der Magistrat vier Bronzebären der Künstler Karl Begas, Johannes Boese, Johannes Götz und Carl Piper aufstellen. Diese wurden im Zweiten Weltkrieg eingeschmolzen (siehe auch hier). Erst 1981 ersetzte eine 233.000 Mark teure gusseiserne Bärengruppe von Günter Anlauf den damaligen Verlust.
Während der Schlacht um Berlin kurz vor Ende des Zweiten Weltkriegs wurde das südliche Gewölbe gesprengt und dadurch bis auf einen kleinen Teil des Gehwegs vollständig zerstört. Eine 1946 über dem zerstörten Teil errichtete Notbrücke ermöglichte die Verlegung einer Trümmerbahnstrecke zum Abtransport des Bauschutts, der durch zahlreiche alliierte Luftangriffe und die Schlacht um Berlin entstanden war. Die Reparatur des Gewölbes mit Ziegelsteinen in den Jahren 1948 bis 1950 sowie stetige Restaurierungen konnten das historische Aussehen der Moabiter Brücke – bis auf die Bärennachgüsse – von 1894 wiederherstellen bzw. erhalten.
Im Januar 2009 fuhr ein Eisbrecher mit Maschinenschaden gegen einen Pfeiler der Moabiter Brücke. Dabei wurde das Steuerhaus abgerissen; Menschen kamen nicht zu Schaden. An der Brücke konnten Spezialisten keine Beschädigungen feststellen.

## Benachbartes
Im 19. Jahrhundert gab es an der Moabiter Brücke den Schiffbauer Jahnke, der Ausflugs-Gondeln herstellte. Diese flachen Fahrzeuge boten 20–30 Personen Platz, waren mit einem Holzverdeck versehen und brachten Ausflügler über verschiedene Abschnitte der Spree. Berichtet und mehrfach kolportiert wird dieser Ausflugsverkehr unter dem Namen „Moabiter Gondelfahrt“, die ab 1897 eingestellt wurde.
Wenige Schritte von der Moabiter Brücke entfernt befinden sich das Verwaltungsgericht Berlin, der „Spreebogen“ (ehemaliger Sitz des Bundesinnenministeriums) und der S-Bahnhof Bellevue.
Auf dem Gelände der späteren Kirchstraße (Hausnummer 6) befand sich die frühere Preußische Seehandlungs-Sozietät, die August Borsig später in eine Eisengießerei und Maschinenbauanstalt verwandelte. Borsig ließ auch direkt an der Brücke einen Park anlegen.

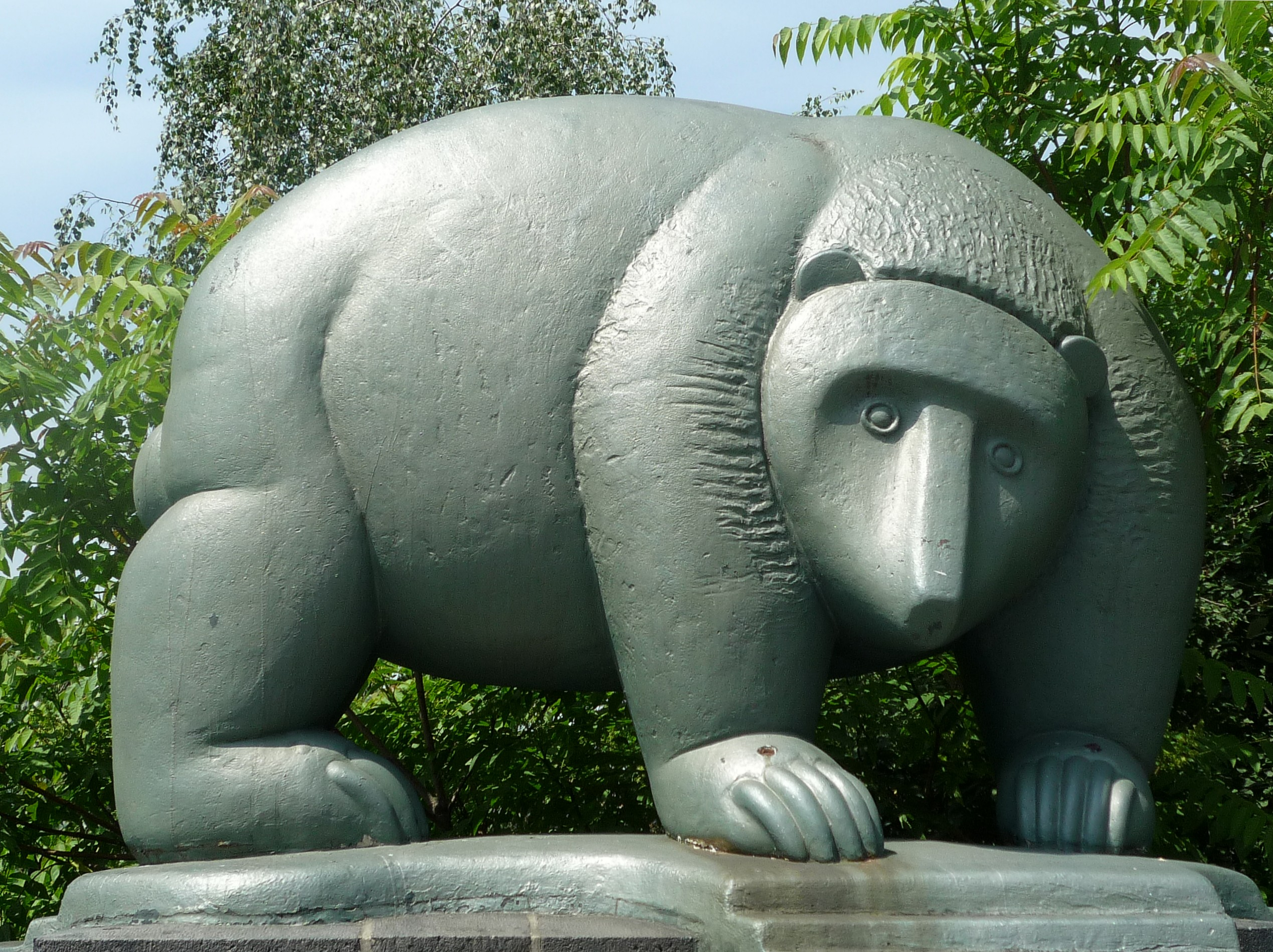
Einer der vier neu aufgestellten Bären von Günter Anlauf
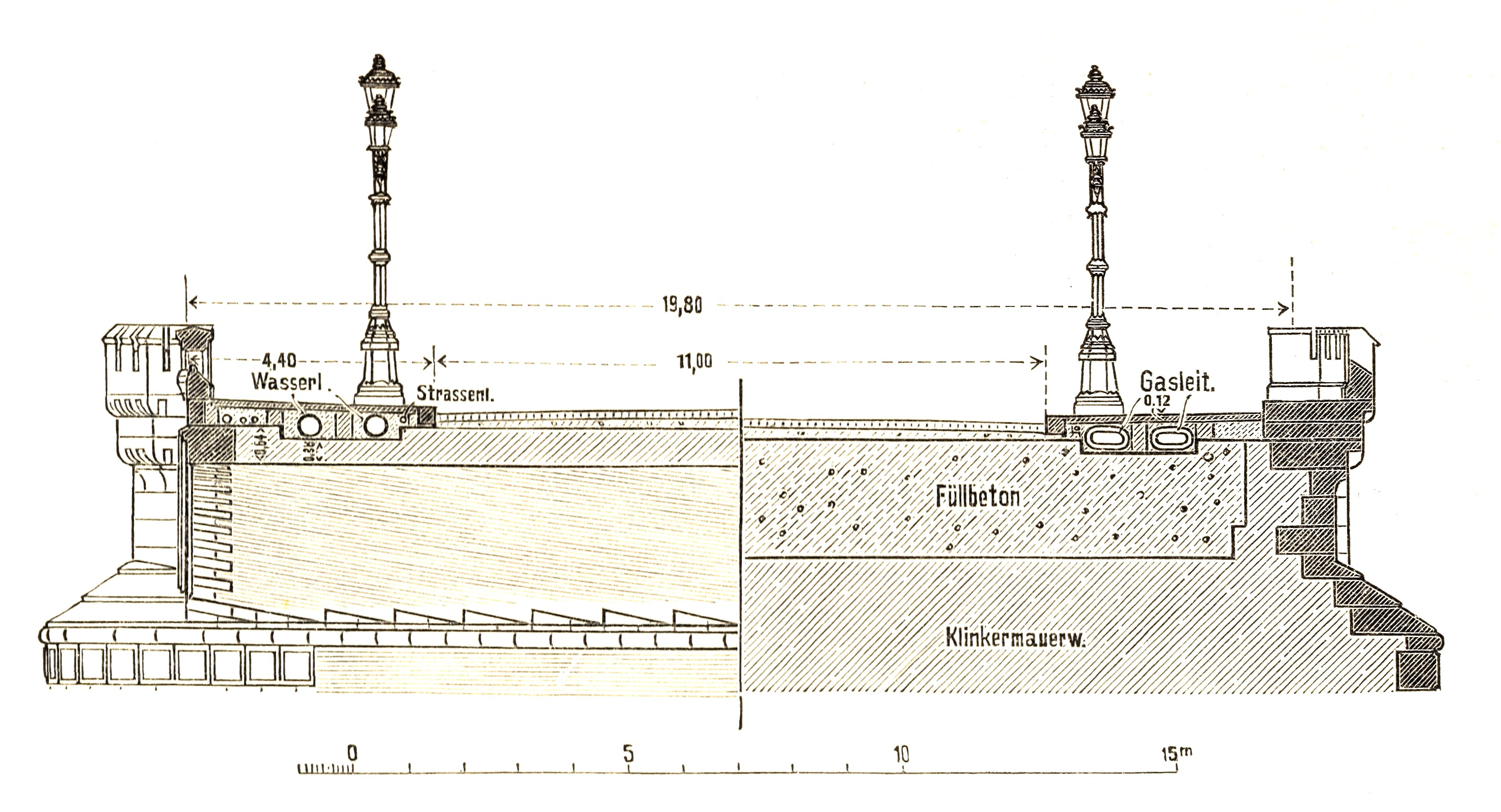
Querschnitte
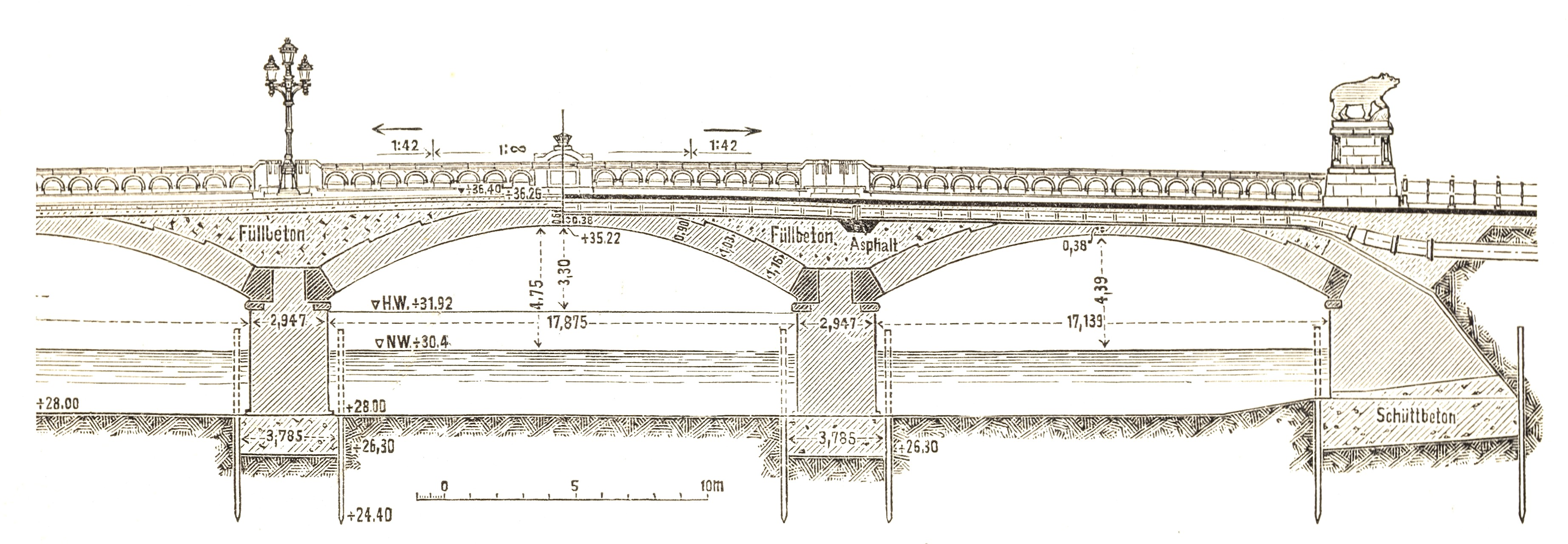
Längsschnitt
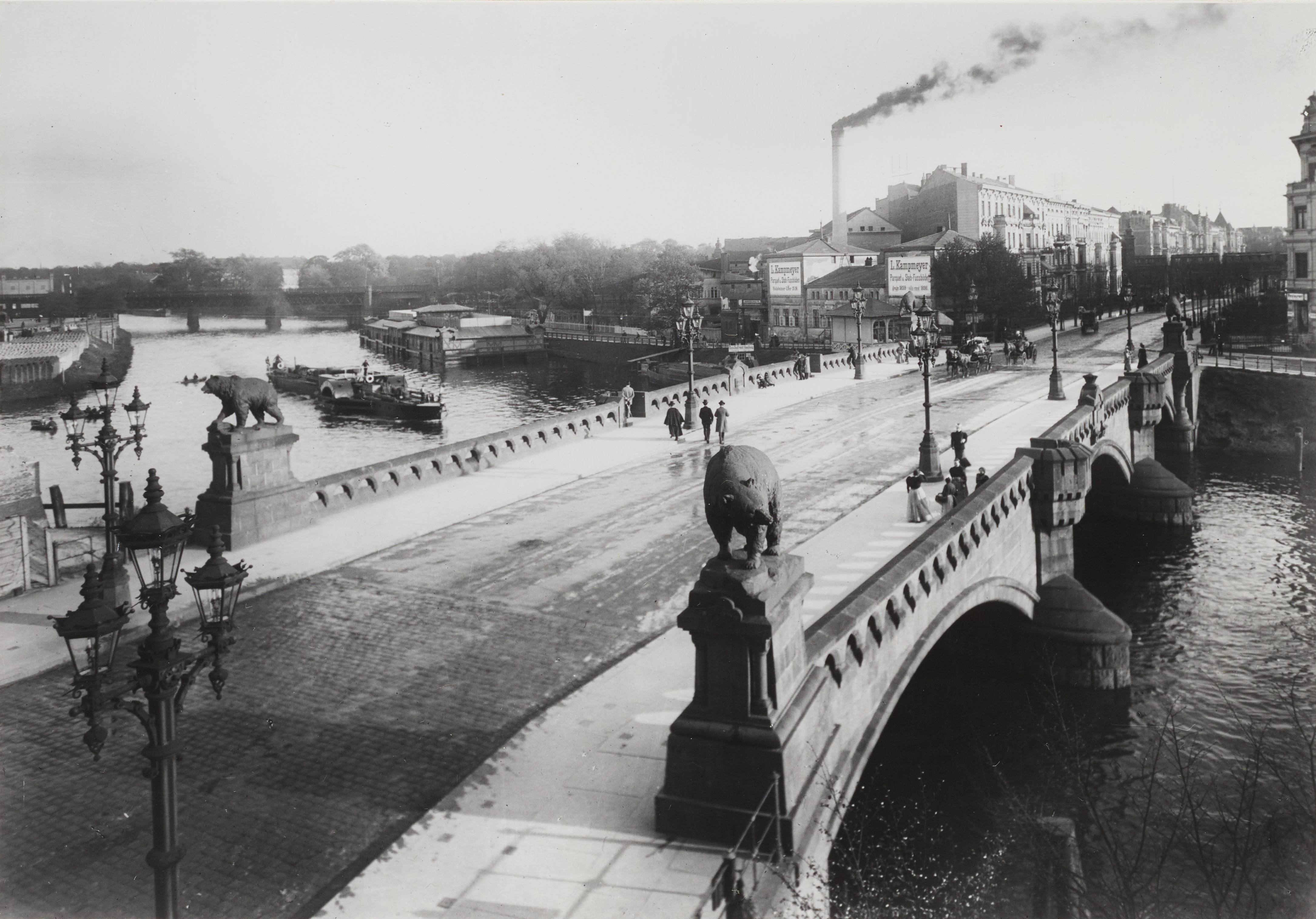
Ansicht der Brücke von der Nordseite aus, 1899